# Cachrys scabra
Cachrys scabra är en flockblommig växtart som först beskrevs av Edward Fenzl, och fick sitt nu gällande namn av Robert Desmond Meikle. Cachrys scabra ingår i släktet Cachrys och familjen flockblommiga växter. Inga underarter finns listade i Catalogue of Life.